# The Tiger: An Old Hunter's Tale
Pour plus de détails, voir Fiche technique et Distribution.
The Tiger: An Old Hunter's Tale (hangeul : 대호 ; RR : Daeho ; litt. « Grand tigre ») est un film dramatique historique sud-coréen écrit et réalisé par Park Hoon-jeong et sorti en 2015 en Corée du Sud. Il raconte l'histoire d'un vieux chasseur traquant le dernier tigre de Corée en 1925.
Il s'agit de la seconde collaboration entre Park Hoon-jeong et Choi Min-sik après New World (2013).
Il totalise 1,7 million d'entrées au box-office sud-coréen de 2015 (en) lors de sa première semaine d'exploitation.

## Synopsis
En 1925, alors que la Corée est sous domination japonaise, Cheon Man-duk, un ancien chasseur respecté, vit avec son fils adolescent, Seok, dans une hutte près du mont Jiri. Après avoir malencontreusement tué sa femme dans un tragique accident, il a renoncé à la chasse et est devenu un humble ramasseur d’herbes dans ces montagnes qu'il connaît par cœur. Le gouverneur-général japonais de l'époque réunit petit à petit toutes les peaux de tigre existantes et devient rapidement obsédé par la possibilité de tuer le dernier tigre restant de Corée, un énorme mâle borgne vivant dans la montagne et ayant déjà tué de nombreux chasseurs. Surnommé localement le « Seigneur de la montagne », les habitants craignent que sa disparition ne ramène des loups et des sangliers. Un groupe de chasseurs coréens, mené par l'impitoyable chef Gu-kyeong, tente de tuer le tigre pour gagner de l'argent, notamment en tuant sa femelle et deux petits tigreaux et en utilisant leurs cadavres comme appâts.
Man-duk a autrefois mortellement blessé la mère du tigre lorsqu'elle lui a sauté dessus alors qu'elle chassait un animal de ferme durant un rude hiver. Il sauve à l'occasion le tigreau à un œil et son frère en s'opposant au jeune chasseur Gu-kyeong, qui s'était chargé d'achever leur mère. Il les installe secrètement dans un repaire sûr, mais l'un des petits tigres meurt rapidement. 
Seok, le fils de Man-duk, se joint à l'une des chasses de Gu-kyeong dans le but de gagner une prime suffisante pour convaincre le père de la fille qu'il aime de le laisser l'épouser et réussit à blesser le tigre, mais est mortellement blessé en retour. Après plusieurs échecs et la mort de plusieurs chasseurs, ainsi que l'arrivée de l'hiver, des soldats de l'armée impériale japonaise sont envoyés pour participer à l'intensification de la traque. Man-duk est sollicité à de nombreuses reprises pour en faire partie, mais refuse catégoriquement.
Cependant, après la mort de son fils Seok et les blessures infligées au tigre, Man-duk décide d'en finir. Désormais dépourvu de partenaire et de progéniture, la bête se dirige finalement vers le sommet enneigé de la montagne, traqué par l'armée et des chasseurs de primes. Man-duk atteint le sommet de la montagne en premier et y attend le tigre. Une fois apparu, il réussit à le blesser. Le tigre se jette sur lui et tous deux tombent finalement de la montagne. Le gouverneur-général japonais demande aux chasseurs ce qui s'est passé après l'incident et ils lui racontent l'histoire du « Seigneur de la montagne » devenu un dieu. Le gouverneur-général conclut que son armée sera incapable de se battre pendant l'hiver qui arrive et décide d'arrêter la traque jusqu'au printemps.
Le film se termine par des réminiscence sur les débuts de la vie de Man-duk et du tigre, puis revient dans le présent lorsque la neige tombe sur leurs corps sans vie.

## Fiche technique
- Titre original : 대호
- Titre international : The Tiger: An Old Hunter's Tale
- Réalisation : Park Hoon-jeong
- Scénario : Park Hoon-jeong
- Musique : Jo Yeong-wook
- Production : Park Min-jeong
- Société de production : Sanai Pictures
- Société de distribution : Next Entertainment World
- Pays d’origine :  Corée du Sud
- Langue originale : coréen, japonais
- Format : couleur
- Genre : Historique, drame
- Durée : 139 minutes
- Date de sortie :
  - Corée du Sud : 16 décembre 2015
  - États-Unis : 8 janvier 2016
  - Japon : 1er octobre 2016
  - Royaume-Uni : 6 novembre 2017(en DVD)

## Distribution
- Choi Min-shik : Cheon Man-duk
- Jeong Man-sik (en) : Gu-kyeong
- Kim Sang-ho (en) : Chil-goo
- Seong Yoo-bin : Seok (le fils de Man-duk)
- Ren Ōsugi : le gouverneur-général japonais Maezono
- Jeong Suk-won (en) : le militaire japonais Ryu
- Ra Mi-ran : la femme de Chil-goo
- Kim Hong-fa : le propriétaire d'une boutique d'herbes (ami de Man-duk)
- Woo Jung-kook : Membre de l'équipe de chasseurs coréens
- Park In-soo : Membre de l'équipe de chasseurs coréens
- Lee Eun-woo (en) : Mal-Nyeon (la femme de Man-duk)
- Hyeon Seung-min : Sun-Yi (la fille de Chil-goo)

## Récompenses et nominations
| Année | Prix                                        | Catégorie                         | Récipiendaire                                             | Issue      |
| ----- | ------------------------------------------- | --------------------------------- | --------------------------------------------------------- | ---------- |
| 2016  | 21e cérémonie des Chunsa Film Art Awards    | Prix technique                    | Jo Yong-seok (effets visuels)                             | Lauréat    |
| 2016  | 36e cérémonie de Korea Gold Awards Festival | Grand prix (Daesang)              | The Tiger: An Old Hunter's Tale                           | Lauréat    |
| 2016  | 36e cérémonie de Korea Gold Awards Festival | Meilleur réalisateur              | Park Hoon-jeong                                           | Lauréat    |
| 2016  | 36e cérémonie de Korea Gold Awards Festival | Prix spécial du jury              | Jeong Man-sik (en)                                        | Lauréat    |
| 2016  | 10e cérémonie des Asian Film Awards         | Meilleurs effets visuels          | Jo Yong-seok, Choi Jae-chun, Lee Jeon-hyung               | Nomination |
| 2016  | 53e cérémonie des Grand Bell Awards         | Meilleur film                     | The Tiger: An Old Hunter's Tale                           | Nomination |
| 2016  | 53e cérémonie des Grand Bell Awards         | Meilleur acteur                   | Choi Min-sik                                              | Nomination |
| 2016  | 53e cérémonie des Grand Bell Awards         | Meilleur scénario                 | Park Hoon-jeong                                           | Nomination |
| 2016  | 53e cérémonie des Grand Bell Awards         | Meilleure direction artistique    | Cho Hwa-seong                                             | Nomination |
| 2016  | 53e cérémonie des Grand Bell Awards         | Meilleurs costumes                | Jo Sang-kyeong                                            | Nomination |
| 2016  | 53e cérémonie des Grand Bell Awards         | Prix spécial de haute technologie | Jo Yong-seok, Hwang Hyo-kyeon, Kwak Tae-yong, Kim Tae-eui | Lauréat    |
| 2016  | 53e cérémonie des Grand Bell Awards         | Meilleur son                      | Rob Nokes                                                 | Nomination |